# An Old Raincoat Won't Ever Let You Down
Albums de Rod Stewart
Gasoline Alley
(1970)
An Old Raincoat Won't Ever Let You Down est le premier album solo de Rod Stewart. Il est sorti en novembre 1969 aux États-Unis chez Mercury Records et en février 1970 au Royaume-Uni chez Vertigo Records sous le titre The Rod Stewart Album. Keith Emerson est invité pour jouer l'orgue ainsi que Lou Reizner aux chœurs sur la même chanson, I Wouldn't Ever Change a Thing. 

## Accueil
L'album a reçu des critiques positives de Fusion, Rolling Stone et Robert Christgau. Ce dernier a estimé que l'album était "superbe", le même libellé que celui utilisé par Greil Marcus dans sa critique du magazine Rolling Stone.
Dans un résumé rétrospectif pour Rolling Stone , un critique a estimé que les débuts en solo de Stewart le montraient comme un "interprète très original" des chansons d'autres auteurs, et que ses propres compositions indiquaient qu'il était "capable d'une émotion et d'une compassion étonnamment vivantes".

## Titres

### Face 1
1. Street Fighting Man (Mick Jagger, Keith Richards) – 5:05
2. Man of Constant Sorrow (trad., arr. Rod Stewart) – 2:31
3. Blind Prayer (Rod Stewart) – 4:36
4. Handbags and Gladrags (Mike d'Abo) – 4:24

### Face 2
1. An Old Raincoat Won't Ever Let You Down (Rod Stewart) – 3:04
2. I Wouldn't Ever Change a Thing (Rod Stewart) – 4:44
3. Cindy's Lament (Rod Stewart) – 4:26
4. Dirty Old Town (Ewan MacColl) – 3:42

## Musiciens
- Rod Stewart : Chant, guitare sur Man of Constant Sorrow
- Ron Wood : Guitares acoustique et électrique, guitare slide, basse, harmonica sur Dirty old town
- Martin Pugh : Guitare
- Martin Quittenton : Guitare acoustique
- Ian McLagan : Piano, orgue
- Mick Waller : Batterie

## Musiciens invités
- Keith Emerson : Orgue Hammond sur I wouldn't ever change a thing
- Lou Reizner : Chœurs sur I wouldn't ever change a thing
- Mike d'Abo : Piano sur Handbags and Gladrags